# Spania la Concursul Muzical Eurovision 2010
Spania participă la concursul muzical Eurovision 2010, fiind una din cele 5 țări calificate direct în finală. Concursul național de selectare a reprezentantului ei s-a numit Destino Oslo, La Gala de Eurovision 2010. Finala acestuia a avut loc la 22 februarie 2010. A învins interpretul Daniel Diges cu melodia Algo pequeñito. 